# Løgtingswahl 1974
- Republikaner: 6
- Sozialdemokraten: 7
- Selbstverwaltung: 2
- Unionisten: 5
- Christdemokraten: 1
- Volkspartei: 5

Die Løgtingswahl 1974 auf den Färöern fand am 7. November 1974 statt.
Es war die 7. Wahl seit Erlangung der inneren Selbstverwaltung (heimastýri) im Jahr 1948.
Größter Verlierer war der Sambandsflokkurin, der einen Sitz verlor. Größter Gewinner war der Sjálvstýrisflokkurin, der einen Sitz hinzu erhielt. Der Javnaðarflokkurin musste nur leichte Verluste hinnehmen und blieb mit 7 von 26 Sitzen stärkste Partei.
Ministerpräsident Atli Dam vom Javnaðarflokkurin verabschiedete sich von seinen bisherigen Koalitionspartnern Sambandsflokkurin sowie Sjálvstýrisflokkurin und bildete mit dem Tjóðveldisflokkurin sowie dem Fólkaflokkurin die Koalitionsregierung Atli Dam II.

## Ergebnisse der Løgtingswahl vom 7. November 1974
An der Wahl beteiligten sich sieben Gruppierungen.
| Partei                   | Stimmen | Prozent | Sitze |  |
| ------------------------ | ------- | ------- | ----- |  |
| C – Javnaðarflokkurin    | 5.125   | 25,8    | 7     |  |
| E – Tjóðveldisflokkurin  | 4.461   | 22,5    | 6     |  |
| A – Fólkaflokkurin       | 4.069   | 20,5    | 5     |  |
| B – Sambandsflokkurin    | 3.799   | 19,1    | 5     |  |
| D – Sjálvstýrisflokkurin | 1.430   | 7,2     | 2     |  |
| U – Unabhängige          | 488     | 2.5     | 0     |  |
| F – Framburðsflokkurin   | 487     | 2,5     | 1     |  |
| Gesamt                   | 19.859  | 100     | 26    |  |